# Нормекса
Нормекса — река в Вытегорском районе Вологодской области России. Вытекает из Водлицкого озера и впадает в Мегорское озеро на территории Оштинского сельского поселения. Длина реки составляет 1,8 км, площадь водосборного бассейна — 544 км². 

## Данные водного реестра
По данным государственного водного реестра России относится к Балтийскому бассейновому округу, водохозяйственный участок реки — Бассейн Онежского озера без рр. Шуя, Суна, Водла и Вытегра, речной подбассейн реки — Свирь (включая реки бассейна Онежского озера). Относится к речному бассейну реки Нева (включая бассейны рек Онежского и Ладожского озера).
Код объекта в государственном водном реестре — 01040100612102000017901.